# Heidelbeck
Heidelbeck ist ein Ortsteil der Gemeinde Kalletal im nordrhein-westfälischen Kreis Lippe in Deutschland.

## Geschichte
1411 erwarben die Ritter von Helbecke das Heidelbecker Amt, welches zum Kloster Möllenbeck gehörte. Anschließend kam es in den Besitz der Herren von Westphalen (Adelsgeschlecht). Schloss und Gut Heidelbeck blieben bis 1839 in deren Besitz. Aus Schloss Heidelbeck stammte die leibliche Großmutter der Dichterin Annette von Droste-Hülshoff, die Werner Adolph von Haxthausen geheiratet hatte.
Heidelbeck wurde am 1. Januar 1969 durch das Lemgo-Gesetz der Gemeinde Kalletal zugesprochen.
Zu Heidelbeck gehört auch das nordwestlich, im Tal des Bachs Osterkalle gelegene Tevenhausen.

### Einwohnerentwicklung
| Jahr      | 1860 | 1939 | 1962 |
| Einwohner | 540  | 505  | 610  |
| --------- | ---- | ---- | ---- |

## Bauwerke
- Schloss Heidelbeck, im Jahre 1257 durch die Ritter von Hilbeke (Heidelbeck) erbaut, in deren Besitz es bis 1411 war, kam anschließend bis 1839 in den Besitz der Herren von Westphalen (Adelsgeschlecht). Aus Schloss Heidelbeck stammte Maria Anna von Haxthausen (1754–1792), eine leibliche Großmutter der Dichterin Annette von Droste-Hülshoff[5]. Der Landeschafsverband Lippe besaß es bis 1933 als Domäne. Bereits 1912 war eine Gaststätte eingerichtet worden, heute als „Schlosskrug“ fortgeführt. Von der ehemaligen Schlossanlage bestehen nur wenige Reste.

- Schlossmühle von 1537, später als Forsthaus und von 1985 bis 2023 als Wald- und Forstmuseum genutzt.

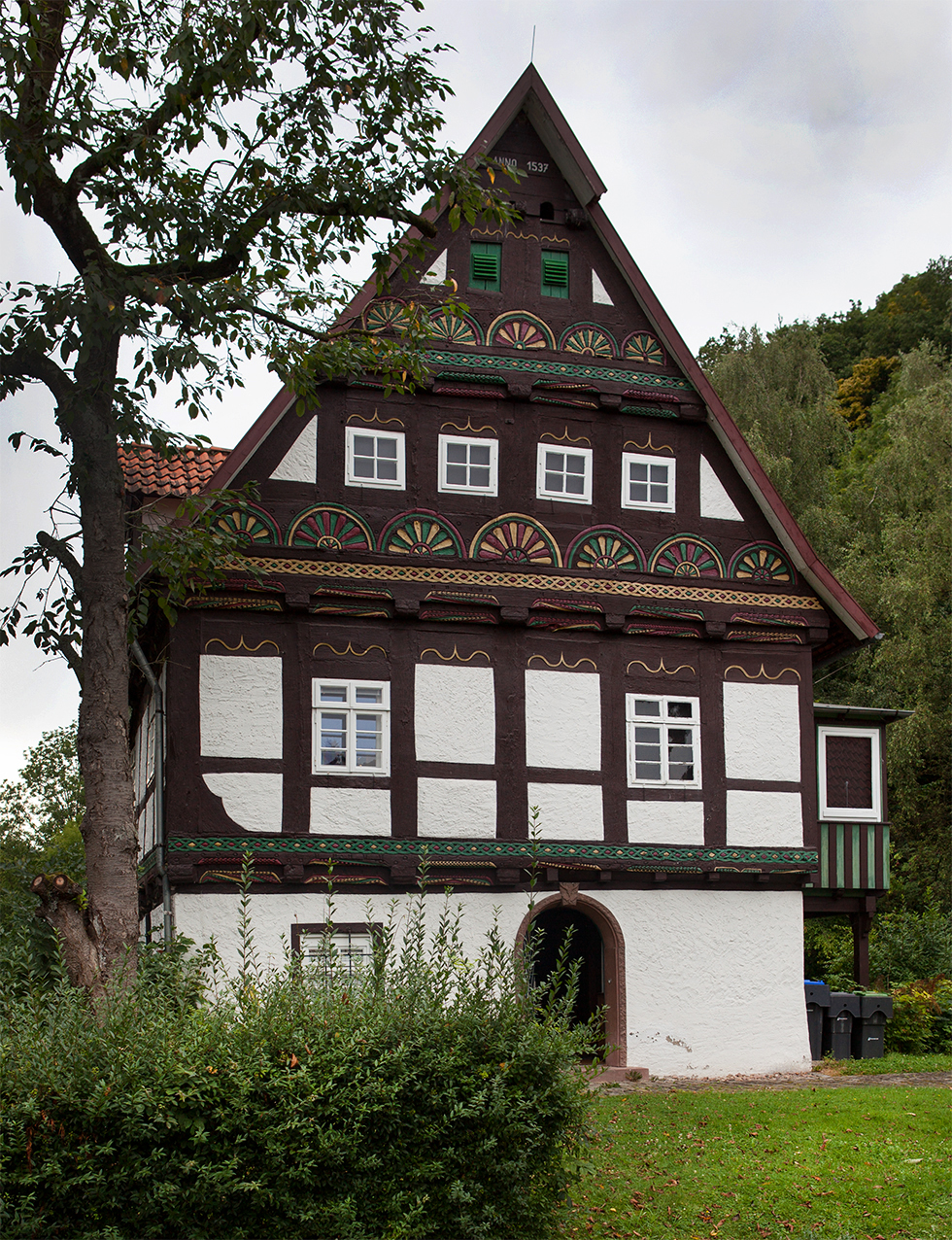
Ehem. Forsthaus
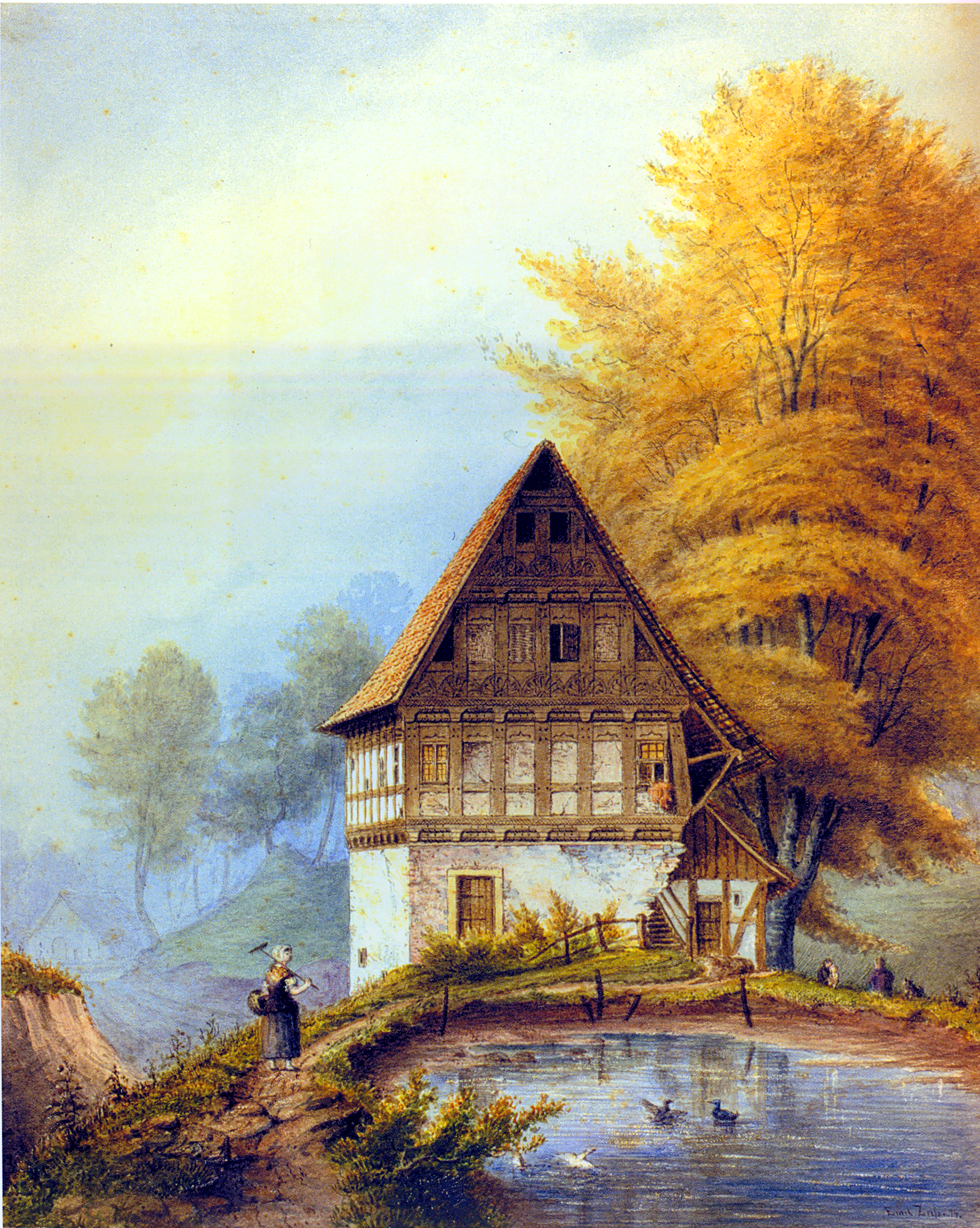
Schlossmühle (Emil Zeiß, 1874)